# Берег надежды
«Берег надежды» — фильм украинских кинематографистов, поставленный в 1967 году режиссёром Николаем Винграновским, рассказывает о благородных целях советских учёных, борющихся за спасение человечества от термоядерной войны.

## Сюжет
Действие киноленты происходит в 1960-е годы на одном из островов Тихого океана, где советская научная экспедиция, возглавляемая известным учёным, академиком Макаровым, ведёт исследования по программе Международного геофизического года.
В то же время руководящие круги американских военных, крайне встревоженные перспективой возможного соглашения о запрещении термоядерных испытаний, начали в этом районе океана серию испытаний новой водородной бомбы. Создатель её американский физик Томас Шервуд, попав под действие радиоактивного излучения, получил смертоносную дозу радиации. Он не единственная жертва. При испытаниях гибнет большая группа полинезийцев, среди которых — близкие друзья Шервуда. И пусть слишком поздно, но он понимает, что служил до сих пор не «чистой науке», а грязной политике, что талант его, его знания стали опасным оружием в руках поджигателей новой войны.
Другой американский учёный — Ванденберг — не только не испытывает никаких сомнений, а, напротив, убеждает Шервуда возглавить новый центр по созданию ещё более мощного оружия, чем водородная бомба. С этими людьми и сталкивается академик Макаров.
В мучительных поисках истины профессор Шервуд, отвергая вначале взгляды Макарова, постепенно убеждается, что даже его теория «искупления вины через личное страдание» никому не принесёт облегчения, что точка зрения советского учёного единственно правильная. Но у него ещё есть время искупить свою вину перед человечеством. И Шервуд становится на путь активной борьбы против угрозы атомной войны. В своём предсмертном выступлении он срывает маски с поджигателей войны, разоблачая подлинную сущность этих человеконенавистников. Шервуд умирает борцом и гражданином, убедившись, что берег надежды для человечества существует.

## В ролях
| Актёр                 | Роль             |
| --------------------- | ---------------- |
| Юрий Леонидов         | академик Макаров |
| Борис Бибиков         | профессор Шервуд |
| Афанасий Кочетков     | майор Гризли     |
| Николай Винграновский | Вацлав Купка     |
| Аусма Кантане         | Линда Шервуд     |
| Эльза Радзиня         | Мэри Джонсон     |
| Владимир Зельдин      | Ванденберг       |

### В эпизодах
| Актёр              | Роль                 |
| ------------------ | -------------------- |
| Кирияк Якубов      | Джон                 |
| Александр Барушной |                      |
| Зоя Недбай         |                      |
| Лев Перфилов       | журналист-иностранец |
| Виктор Полищук     | полицейский          |
| Валентин Черняк    |                      |
| Леонид Данчишин    |                      |
| Олег Комаров       |                      |
| Юрий Прокопович    | сержант              |
| Мехжалол Салимов   |                      |
| Сергей Сибель      |                      |
| Василий Фущич      |                      |

## Премьеры
- — премьера фильма в советском кинопрокате состоялась 29 мая 1967 года[1].